# Supercoupe du Portugal féminine de football 2015
L'édition 2015 de la Supertaça Feminina Allianz est la 1re édition de la Supercoupe du Portugal féminine de football et se déroule le 29 août 2015 au Estádio Municipal à Abrantes.
Les règles du match sont les suivantes : la durée de la rencontre est de 90 minutes, puis, en cas de match nul, les deux équipes disputent deux prolongations de 15 minutes chacune, si le score est encore à égalité à l'issue des prolongations, les équipes se départageront lors d'une séance de tirs au but. Trois remplacements sont autorisés pour chaque équipe.
Le match oppose le CF Benfica, vainqueur du Nacional Feminino 2014/2015 et de la Taça de Portugal de Futebol Feminino 2014/2015, au Clube de Albergaria/Mazel, finaliste de la coupe.

## Résumé du match
C’est le samedi, 29 août 2015, à 17h00, que le Clube Futebol Benfica et le Clube de Albergaria/Mazel s'opposent, et sont gravés pour toujours, dans les pages dorées du football féminin portugais, comme étant la première édition de la Supercoupe féminine, au stade municipal d’Abrantes.
Le match est dirigé par l’arbitre de Braga, Andreia Sousa, assistée de Sandra Santos (Porto) et Sophia Rosa (Setúbal). La quatrième arbitre est Ana Aguiar, de Lisbonne.
L’équipe entraînée par Pedro Bouças rêve d’un triplé, après avoir remporté le championnat national et la Coupe du Portugal. Finaliste à Jamor le 6 juin 2015, le Clube de Albergaria/Mazel veut effacer la défaite dans la compétition reine et commencer la nouvelle saison sportive par un exploit historique.
Le match s’est déroulé sous une chaleur intense (38 degrés) mais cela n’a pas empêché Jéssica Silva de créer la première action dangereuse dès la 2e minute. L’internationale portugaise a couru, s’est débarrassé de ses adversaires et a fini par toucher le poteau.
Le match est arrêté à deux reprises pour permettre aux joueuses de s’hydrater. À la 41e minute, Matilde Fidalgo déborde Jéssica Silva et réussi à centrer au ras du sol. Raquel Reis, tente de dégager le ballon, mais le ballon fini dans le but d’Clube de Albergaria/Mazel. Le Futebol Benfica aurait pu porter le score à 2-0 à la 44e minute, Filipa Galvão marque sur un coup franc direct et force Rute Costa à effectuer un énorme arrêt. Puis sur corner, une nouvelle fois Filipa Galvão envoie le ballon sur le poteau. Peu de temps après l'arbitre, Andreia Sousa siffle la mi-temps.
Paula Pinho réalise un changement à la reprise de la rencontre, dès lors l’équipe d’Albergaria/Mazel aurait pu marquer à la 49e minute, lorsque Jéssica Silva trompe la gardienne Jamila Marreiros, mais tire à côté. Mafalda Marujo porte le score à 2-0 après une passe de Raquel Infante à la 66e minute. Sur un mouvement de contre-attaque, la même Mafalda Marujo marque un double et porte le score à 3-0 à la 71e minute, sur une passe de Filipa Galvão. Le dernier but est survient à la 88e minute et est marqué par Andreia da Veiga, après un travail individuel.
Le Futebol Benfica ajoute un nouveau titre et réalise le triplé, championnat, Coupe et Supercoupe.

## Feuille de match
| CF Benfica ·  |                  |     |
| Titulaires :  |                  |     |
|               |                  |     |
| 12            | Jamila Marreiros |     |
| 3             | Matilde Fidalgo  |     |
| 5             | Raquel Infante   |     |
| 6             | Sofia Nunes      |     |
| 4             | Filipa Patão     | 76e |
| 18            | Ana Teixeira     |     |
| 24            | Patrícia Gouveia |     |
| 20            | Mariana Coelho   | 69e |
| 7             | Sílvia Brunheira | 82e |
| 16            | Mafalda Marujo   |     |
| 10            | Filipa Galvão    |     |
|               |                  |     |
| Remplaçants : |                  |     |
| 1             | Elsa Santos      |     |
| 2             | Sara Ribeiro     | 76e |
| 15            | Carla Silva      |     |
| 11            | Andreia da Veiga | 69e |
| 23            | Ana Bral         | 82e |
| 13            | Maria Baleia     |     |
| 21            | Andreia Marques  |     |
|               |                  |     |
| Entraîneur :  |                  |     |
| Pedro Bouças  |                  |     |

| Albergaria/Mazel · |                   |     |
| Titulaires :       |                   |     |
|                    |                   |     |
| 12                 | Rute Costa        |     |
| 4                  | Carolina Luís     |     |
| 3                  | Patrícia Mendes   | 46e |
| 18                 | Sara Gabriela     |     |
| 2                  | Érica Gonçalves   |     |
| 5                  | "Costelas"        |     |
| 13                 | Catarina Almeida  |     |
| 8                  | Rita Cheganças    | 71e |
| 9                  | Jéssica Silva     |     |
| 19                 | Diana Silva       |     |
| 14                 | Raquel Reis       |     |
|                    |                   |     |
| Remplaçants :      |                   |     |
| 24                 | Ana Rita Ramos    |     |
| 11                 | Patrícia Oliveira | 46e |
| 7                  | Joana Baptista    |     |
| 6                  | Cátia Marques     |     |
| 20                 | Beatriz Jordão    |     |
| 21                 | "Pisca"           |     |
| 10                 | Rute Silva        | 71e |
|                    |                   |     |
| Entraîneur :       |                   |     |
| Paula Pinho        |                   |     |

| CF Benfica ·  |                  |     |
| Titulaires :  |                  |     |
|               |                  |     |
| 12            | Jamila Marreiros |     |
| 3             | Matilde Fidalgo  |     |
| 5             | Raquel Infante   |     |
| 6             | Sofia Nunes      |     |
| 4             | Filipa Patão     | 76e |
| 18            | Ana Teixeira     |     |
| 24            | Patrícia Gouveia |     |
| 20            | Mariana Coelho   | 69e |
| 7             | Sílvia Brunheira | 82e |
| 16            | Mafalda Marujo   |     |
| 10            | Filipa Galvão    |     |
|               |                  |     |
| Remplaçants : |                  |     |
| 1             | Elsa Santos      |     |
| 2             | Sara Ribeiro     | 76e |
| 15            | Carla Silva      |     |
| 11            | Andreia da Veiga | 69e |
| 23            | Ana Bral         | 82e |
| 13            | Maria Baleia     |     |
| 21            | Andreia Marques  |     |
|               |                  |     |
| Entraîneur :  |                  |     |
| Pedro Bouças  |                  |     |

| Albergaria/Mazel · |                   |     |
| Titulaires :       |                   |     |
|                    |                   |     |
| 12                 | Rute Costa        |     |
| 4                  | Carolina Luís     |     |
| 3                  | Patrícia Mendes   | 46e |
| 18                 | Sara Gabriela     |     |
| 2                  | Érica Gonçalves   |     |
| 5                  | "Costelas"        |     |
| 13                 | Catarina Almeida  |     |
| 8                  | Rita Cheganças    | 71e |
| 9                  | Jéssica Silva     |     |
| 19                 | Diana Silva       |     |
| 14                 | Raquel Reis       |     |
|                    |                   |     |
| Remplaçants :      |                   |     |
| 24                 | Ana Rita Ramos    |     |
| 11                 | Patrícia Oliveira | 46e |
| 7                  | Joana Baptista    |     |
| 6                  | Cátia Marques     |     |
| 20                 | Beatriz Jordão    |     |
| 21                 | "Pisca"           |     |
| 10                 | Rute Silva        | 71e |
|                    |                   |     |
| Entraîneur :       |                   |     |
| Paula Pinho        |                   |     |